# Polygonatum jinzhaiense
Polygonatum jinzhaiense là một loài thực vật có hoa trong họ Măng tây. Loài này được D.C.Zhang & J.Z.Shao mô tả khoa học đầu tiên năm 2000.